# Kanton Longwy
Longwy is een kanton van het Franse departement Meurthe-et-Moselle. Het kanton maakt deel uit van het arrondissement Briey.

## Geschiedenis
Tot 2015 bestond het kanton alleen uit de gemeente Longwy maar toen werden de gemeenten Chenières, Cutry, Lexy en Réhon van het kanton Mont-Saint-Martin en de gemeenten Haucourt-Moulaine, Herserange en Mexy van het toen opgeheven kanton Herserange toegevoegd aan het kanton waardoor het nu in totaal 8 gemeenten omvat.

## Samenstelling
Het kanton omvat de volgende gemeenten:
- Chenières
- Cutry
- Haucourt-Moulaine
- Herserange
- Lexy
- Longwy
- Mexy
- Réhon